# محمدرضا ضیایی (پرتاب دیسک)
محمدرضا ضیائی سی‌ سخت معروف به محمدرضا ضیایی (زاده ۱۳ دی ۱۳۸۲ در شهرستان بویراحمد استان کهگیلویه و بویراحمد) ورزشکار پرتاب دیسک اهل ایران است. که سابقه قهرمانی رقابت‌های نونهالان، نوجوانان و جوانان ایران و آسیا را دارد. او همچنین در ۴ دوره از رقابت‌های لیگ برتر دوومیدانی ایران توانسته به عنوان قهرمانی دست پیدا کند.
ضیایی که از سال ۱۳۹۵ فعالیت خود در رشته دوومیدانی ماده پرتاب دیسک را آغاز کرده، سابقه عضویت در تیم‌های سپاهان اصفهان و گل‌گهر سیرجان را در کارنامه خود دارد.
او خانواده کاملاً ورزشی دارد و خواهر بزرگتر او سحر ضیایی از قهرمانان پرتاب نیزه است.

## افتخارات
- مدال طلا مسابقات پرتاب دیسک قهرمانی نوجوانان آسیا ۲۰۲۱ (ازبکستان[۹])[۱۰][۱۱][۱۲][۱۳][۱۴][۱۵]
- مدال برنز مسابقات پرتاب دیسک قهرمانی جوانان آسیا ۲۰۲۳ (کره‌جنوبی[۱۶][۱۷])[۱۸][۱۹][۲۰][۲۱][۲۲][۲۳][۲۴][۲۵][۲۶]